# Three Snakes and One Charm
Three Snakes and One Charm ist das vierte Musikalbum der US-amerikanischen Rockband Black Crowes. Die Aufnahmen fanden im Herbst 1995 statt, veröffentlicht wurde es im Sommer 1996. Es erweitert das von der Band bekannte Klangspektrum von Soul, Rock, Funk und Rock’n’Roll um eine psychedelische Dimension. Anders als auf dem Vorgänger amorica. haben die Background-Sängerinnen wieder einen wichtigen Anteil am Sound des Albums und setzen gospel-artige Akzente (z. B.: Girl From A Pawnshop). Auf dem Plattencover sind drei Schlangen in Form eines 45 RPM Adapters abgebildet, welcher bei Vinylsingles mit großem Mittelloch gebraucht wird um diese auf einem regulären Plattenspieler abspielen zu können. Eine Limited Edition des Albums enthält als Bonus einen entsprechenden Adapter und ein Bandposter.

## Titelliste

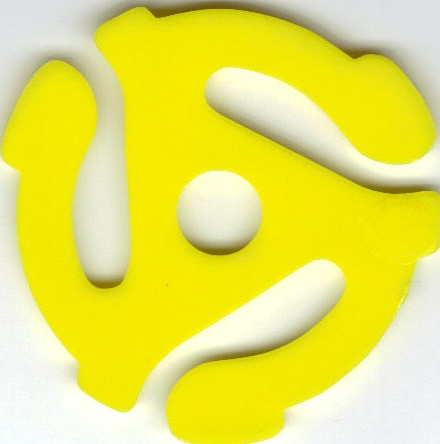
Ein 45 RPM Adapter

1. Under A Mountain
2. Good Friday
3. Nebakanezer
4. One Mirror Too Many
5. Blackberry
6. Girl From A Pawnshop
7. (Only) Halfway To Everywhere
8. Bring On, Bring On
9. How Much For Your Wings?
10. Let Me Share The Ride
11. Better When You’re Not Alone
12. Evil Eye

### Bonustracks
CD-Wiederveröffentlichung:
1. Just Say You’re Sorry
2. Mellow Down Easy (Willie Dixon)

7″-Box:
1. Just Say You’re Sorry
2. Pimper’s Paradise (Bob Marley)

Alle Titel wurden von Chris und Rich Robinson verfasst; Ausnahmen angegeben.

## Single-Auskopplungen
Als Singles wurden Good Friday, Blackberry und One Mirror Too Many ausgekoppelt. Auf den B-Seiten wurden hierbei die Lieder Pimper's Paradise, Somebody's On Your Case und das auf der One Mirror Too Many-Single falsch als Somebody's On Your Case bezeichnete Mellow Down Easy verwendet. Die erste Single Good Friday erreichte Platz 3 der amerikanischen Mainstream Rock-Charts und die zweite Single Blackberry Platz 6. One Mirror Too Many kam bis auf Platz 51 der UK-Charts.

## Gastmusiker
- The Dirty Dozen: Bläser und Arrangements
- Bruce Kaphan: Pedal Steel
- Rik Taylor: Banjo
- Gary „Mudbone“ Cooper, Gary Shider, Barbara Mitchell, Erica Stewart: Backing Vocals